# Birmanos

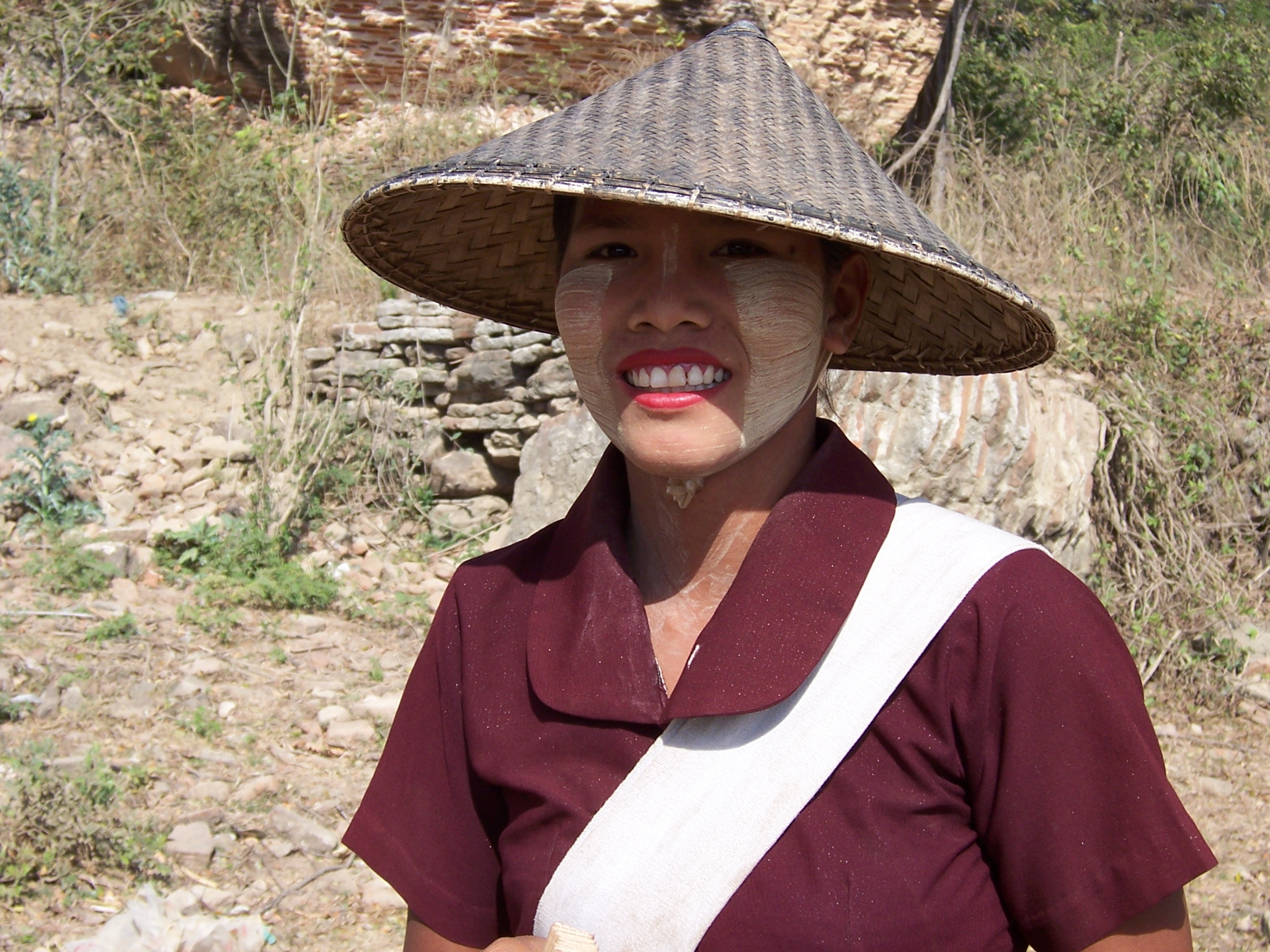
Joven birmano luciendo un thanaka.

Los birmanos son el grupo étnico dominante en Birmania, constituyendo el 68% de la población. Las cifras dadas por el gobierno son de unos 30 000 000 de birmanos aunque se desconoce si los datos son reales o si las autoridades han aumentado esta cifra, ya que no se ha realizado ningún censo real desde hace más de un siglo. El nombre birmanos también puede hacer referencia a cualquier ciudadano de Birmania que no necesariamente pertenezca a este grupo étnico.

## Idioma
El idioma birmano, lengua oficial de Birmania, está muy extendido entre todas las etnias, incluyendo a la mayoritaria de los birmanos. El vocabulario está formado por palabras sino-tibetanas aunque muchos términos asociados con el budismo, las artes y las ciencias derivan de lenguas indoeuropeas o del inglés. 
El inglés se introdujo en el país en los años 1800 cuando los birmanos empezaron los contactos comerciales con los británicos. El idioma se estableció al convertirse el país en una colonia.

## Historia
Los birmanos tienen sus orígenes en el este de Asia, en el actual Tíbet. Se cree que emigraron desde las estepas de Mongolia hasta la actual Birmania. Hace unos 3.000 años se trasladaron hasta los valles regados por el río Ayeyarwady, zona que aún hoy en día dominan étnicamente. Los birmanos reemplazaron a los mon y a los pyu, grupos étnicos que dominaban originariamente la región. Etno-lingüísticamente están relacionados con los tibetanos y con los han.

## Distribución
En Myanmar son el grupo étnico predominante. El segundo país con un mayor número de birmanos es Tailandia, lugar al que han emigrado muchos de ellos debido a la situación económica y política de su país. 
A partir de la Segunda Guerra Mundial se produjo una migración importante de birmanos hacia el extranjero. Tras la independencia del país en 1948, muchos de ellos se trasladaron a Gran Bretaña, Nueva Zelanda, Australia y Estados Unidos donde aún existen importantes colonias de birmanos.

## Cultura

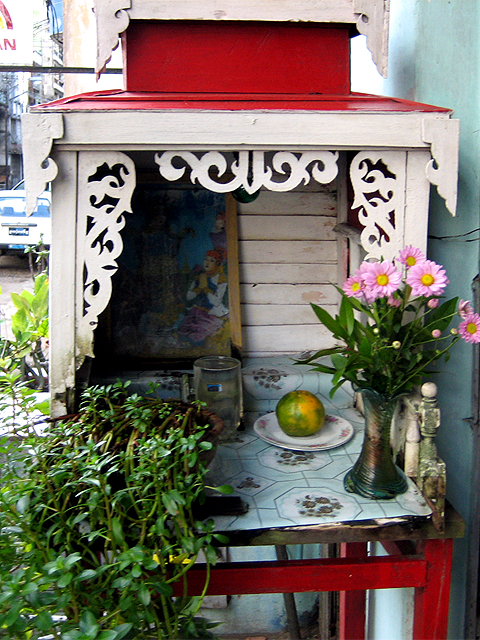
Altar en una vivienda.

La vestimenta tradicional consiste en un sarong llamado longji de un modo genérico: el de los varones recibe el nombre específico de paso mientras que el de las mujeres se conoce como htamain. Se complementan con adornos de joyería, bufandas de seda y chaquetas. En ocasiones especiales, los hombres utilizan una especia de turbante llamado gaungbaung. En las zonas urbanas se suele utilizar ropas de estilo occidental.
Los varones y las mujeres de todas las edades utilizan una especie de maquillaje llamado thanaka, de color amarillo parduzco y con un aroma parecido al del sándalo, también usado como crema de sol y repelente de mosquitos. Otros pueblos que habitan en Myanmar utilizan también el thanaka como elemento embellecedor.

## Religión
La mayoría de los birmanos son budistas aunque comparten este culto con la adoración de los nat, nombre con el que se conoce a los espíritus. Esta adoración incluye rituales relacionados con los 37 nats designados por el rey Anawratha aunque también se adora a otros espíritus menores. En los pueblos, numerosas viviendas tienen altares exteriores, llamados nat ein, destinados a honrar a los nats. Además, existe un altar general, el nat sin, para todo el pueblo situado generalmente debajo de un árbol.